# Dzigan und Schumacher
Dzigan und Schumacher (jiddisch דזשיגאַן און שומאַכער Dzigan un Schumacher) waren ein international bekanntes Komikerduo des jiddischen Theaters, das von 1927 bis 1960 bestand.

## Geschichte
Das Duo aus den Schauspielern Shimen Dzigan und Israel Schumacher entstand 1927 in Łódź. Sie zogen 1931 nach Warschau, wo sie neben Auftritten in einem städtischen Theater auch Europa-Tourneen unternahmen, bis zum Ausbruch des Zweiten Weltkriegs in einigen jiddischen Filmen auftraten und teils auch das Drehbuch schrieben. Dzigan trat jeweils als hyperaktiver, fröhlicher Bettler auf, der sich endlos über das Leben beklagte, während er mit seinem charakteristischen roten Taschentuch in der Tasche über die Bühne hüpfte. Der bebrillte Schumacher dagegen war auf der Bühne phlegmatisch und zurückhaltend und untermalte seine existentiellen Probleme mit subtilen Gesten der Schultern und Hände. In einem Zeitungsbericht aus dem Jahre 1953 wurde das Duo rückblickend als die Verkörperung zweier Don Quijotes beschrieben, die sich auf einer Parkbank unterhalten, während der eine von Palästina träumt, der andere hingegen von Birobidschan.
Nach der deutschen Besetzung Polens flohen die beiden im September 1939 nach Białystok, das damals im sowjetisch besetzten Teil Polens lag. Dort erhielten sie staatliche Unterstützung und traten an verschiedenen Orten in der Sowjetunion auf. Nach dem deutschen Überfall auf die Sowjetunion im Sommer 1941 musste das Duo weiter nach Osten fliehen und erreichte schließlich Taschkent, wo sie vor einem hauptsächlich nichtjüdischen Publikum auf Russisch auftraten. 1942 schlossen sie sich der Anders-Armee an, in der Hoffnung, auf diese Weise nach Palästina zu gelangen. Sie wurden jedoch verdächtigt, Deserteure der Roten Armee zu sein, und in einem Arbeitslager inhaftiert, in dem sie noch auftreten durften und nach vier Jahren entlassen wurden. In Lwów wurden sie nochmals verhaftet, gelangten dann aber nach Moskau, konnten 1948 die Sowjetunion verlassen und nach Polen zurückkehren. Von Warschau aus reisten sie zu Auftritten in Lagern für Displaced Persons in ganz Europa.

### Jiddisch in Israel
1950 wanderte das Duo nach Israel aus und trat hier weiterhin mit großem Erfolg gemeinsam auf. Aufgrund staatlicher Beschränkungen zur Förderung von Ivrit als Staatssprache durften sie jedoch als jiddischsprachige Künstler ausländischer Herkunft jeweils nur sechs Wochen lang auftreten. Infolgedessen reisten Dzigan und Schumacher im April 1950 nach Übersee, absolvierten Tourneen in Nord- und Südamerika, führten 1951–1952 ein eigenes Theater in Buenos Aires und kehrten 1955 nach Israel zurück. Nun konnten sie als Kompromiss mit staatlichen Stellen weiterhin auftreten, jedoch nur, falls jede Aufführung zu einem Drittel auf Hebräisch dargeboten würde; zu diesem Zweck sangen israelische Sängerinnen als Zwischennummern jeweils einige Lieder auf Ivrit. In dieser Zeit inszenierte das Duo etwa zehn komisch-satirische Produktionen, von denen Ephraim Kishon einige übersetzte, bearbeitete und dem Ensemble Hagashash Hachiver zur Verfügung stellte.
Nach einer Auseinandersetzung im Januar 1960 beendeten Dzigan und Schumacher ihre Zusammenarbeit, das Duo löste sich auf. Schumacher inszenierte noch mit einer Theatertruppe ein Drama von Schalom Asch, und Dzigan trat weiterhin alleine auf. Schumacher starb 1961, während Dzigan bis zu seinem Tod 1980 auf der Bühne stand.

## Filmografie
- Al Chejt (1936)
- Frejleche kabzonim (1937)
- On a hajm (1939)
- Undzere Kinder (1948)[2]